# El misterio de Marie Rogêt
El misterio de Marie Rogêt (The Mystery of Marie Rogêt en inglés) es un cuento del escritor estadounidense Edgar Allan Poe, publicado por primera vez en la revista Ladies' Companion en tres episodios: noviembre y diciembre de 1842, y febrero de 1843.
Es la segunda narración en la que aparece el detective Auguste Dupin. Está basado en la tragedia real de Mary Cecilia Rogers sucedida en Nueva York. En el relato, la asesinada cambia su nombre al de Marie Rogêt y Poe convierte Nueva York en París. Mary Rogers era una atractiva dependienta en una tienda de tabacos, lo que le valió el apodo de La Bella Cigarrera, y su crimen nunca fue resuelto del todo; en el caso de Marie Rogêt, el personaje "ficticio", se sugiere que el asesino era un marinero desechándose asimismo la especulación de la policía respecto de que Marie fuera víctima de una pandilla; sin embargo, el mismo Poe evita anunciar que acaso haya resuelto el caso de la vida real aunque algunos contemporáneos suyos vieron en el relato precisamente eso, un intento de mayor notoriedad por parte del escritor estadounidense al buscar dar solución al crimen de Mary Rogers.

## Resumen
El misterio de Marie Rogêt relata el asesinato de una joven muy bella, popular y famosa, residente en París y dependienta en una perfumería.
En este cuento, Edgar Allan Poe se dedica a recoger retazos reales de los principales periódicos neoyorquinos, pero para poder hablar con sinceridad y sin temor sitúa la trama en París; también lo hace para crear el clima de misterio que rodea a la antigua ciudad. Va explicando todos los retazos de diarios, y también muestra su opinión respecto a ellos.
La historia cuenta que la joven Marie Rogêt sale una mañana de casa, diciéndole a su madre que va a casa de su tía y que no volverá hasta el anochecer, y que la irá a recoger el pretendiente. Éste, al ir a la residencia de la tía de Marie, se entera de que ella jamás estuvo allí y que no volvió a casa. Aun así nadie se alarma porque tres años antes también se había escapado, pero al cuarto día se encuentra su cadáver flotando en el río. Empieza entonces, por parte de la policía, una minuciosa investigación con recompensa para encontrar al culpable o culpables.
Dos semanas más tarde, unos niños encuentran el supuesto escenario del crimen, donde se podía apreciar el suelo pisoteado, trozos de tela en los arbustos próximos, una sombrilla y un pañuelo bordado con el nombre de Marie Rogêt, todos estos con una capa de musgo por encima.
Por las características del bosque, se deduce en ese momento que esos objetos no llevaban más de dos días allí, y también porque en ese lugar jugaban siempre esos niños que los encontraron, aunque el asesinato había ocurrido dos semanas antes. Otro fenómeno curioso es que un cuerpo ahogado en muchos casos tarda unas dos semanas en salir a flote, y este solo tardó dos días después de su desaparición.
Todo apuntaba a una pandilla de malhechores, que, en el caso real, habían violado y matado a una chica joven, Mary Cecilia Rogers, poco tiempo antes, pero Allan Poe, no creía en esa teoría. Él mismo sostiene que el asesinato lo llevó a cabo un enamorado de la víctima, que era marinero. Luego del crimen, la tira al río desde una barca, y después intenta simular que han sido una pandilla de jóvenes.